# Sermocinatio
Sermocinatio är en retorisk stilfigur (trop) som innebär att talaren låtsas citera ett yttrande från något dött, stumt eller frånvarande. Sermocinatio är besläktad med stilfiguren prosopopeia. Skillnaden mellan de två är att sermociatio alltid citerar något vilket inte prosopopeia nödvändigtvis gör.
Sermocinatio kan därför ses som att man lägger ord i mun på någon eller något, men den kan även användas för att göra ett ställningstagande.

## Exempel
1. "Vart är vi på väg?" frågar ni
2. Förr eller senare kommer ni tänka "Hon hade rätt"
3. Jag skulle säga att motståndaren kallar er för "fiende"